# Mina, Nuevo León
Mina là một đô thị thuộc bang Nuevo León, México. Năm 2005, dân số của đô thị này là 5384 người.